# Otón de Saboya
Otón de Saboya (Turín, 11 de julio de 1846 - Génova, 22 de enero de 1866), fue un príncipe italiano perteneciente a la Casa de Saboya por nacimiento. Debido a su discapacidad tuvo una vida muy apartada, aunque fue considerado inteligente.

## Infancia
El príncipe fue el cuarto hijo y tercer varón de Víctor Manuel II (1820–1878), rey de Cerdeña y del Piamonte, y después rey de Italia, y de la archiduquesa María Adelaida de Austria (1822–1855). Tuvo por hermanos a María Clotilde de Saboya, princesa Napoleón, a Humberto I, rey de Italia, a Amadeo I, rey de España, y a María Pía, reina consorte de Portugal.
Al momento de nacer, le fue concedido el título de duque de Monferrato. Cuando tenía dos años, el príncipe fue diagnosticado con graves problemas de salud. Mostró los primeros síntomas de enanismo y malformaciones. Según algunos biógrafos, padecía raquitismo. Otros sugieren que sufría de displasia ósea osteogénesis imperfecta. El pequeño Otón fue sometido a constantes operaciones quirúrgicas, por lo que no pudo moverse durante mucho tiempo, y luego se trasladó en silla de ruedas o con muletas, teniendo toda su vida una salud delicada.
Hasta 1853, estuvo bajo el cuidado de su madre y su abuela paterna María Teresa de Austria-Toscana. En 1851 le fueron asignados los primeros maestros. Pasaba las vacaciones de verano con su familia en la montaña o junto al mar. En 1853 el rey lo envió al Castillo de Moncalieri, donde, junto con sus hermanos mayores Humberto y Amadeo el príncipe iba a ser educado. Los maestros de Otón fueron los oficiales José Rossi, Federico della Rovere y Bernardo Pes di Villamarina (le enseñó arte militar), los abades Umberto Pillet, Giorgio Maria Bogay y Placido Pozzi (humanidades), el físico y geólogo Angelo Zismonda (ciencias naturales), el pintor Angelo Beccaria (escultura y dibujo). 
De todos sus hermanos, Otón mostró grandes resultados en geología, física, astronomía, historia, dibujo, escultura, música, literatura y francés. Sin embargo, a su padre no le gustaba que esté en la corte debido a que su discapacidad le avergonzaba. Tras la muerte de su abuela y madre en enero de 1855, cuando aún no cumplía los ocho años su lugar en la vida del príncipe lo ocuparon sus hermanas, especialmente María Clotilde, con la que desarrolló una estrecha relación. En ese momento quedaba claro que no se iba a curar.

## Últimos años
Después de pasar el verano de 1861 en la Villa Lomellini-Rostan, el príncipe persuadió a su padre para que le permitiera mudarse de Moncalieri a la costa, lo cual consintió; en noviembre, se mudó definitivamente a Génova. Además del clima templado local, que mejoro su salud, la elección del príncipe estuvo dictada por una gran pasión por el mar, que amaba desde niño. Otón ocupaba una pequeña habitación en el tercer piso del ala este del Palacio Real de Génova. El príncipe continuó su educación y estudió disciplinas técnicas y humanitarias, desde geografía hasta música, desde idiomas hasta remo; el último artículo fue introducido por orden del rey, otorgó al príncipe el rango de capitán en la Royal Navy. 
El 5 de junio de 1862 partió con sus hermanos hacia Oriente en un viaje educativo a bordo del Governolo pirofregata: visitó Cagliari, Palermo, Catania, Messina, Nápoles, Pompeya, hasta llegar el 16 de agosto a Constantinopla, donde concluyó el viaje. Los viajeros reales regresaron a Génova el 15 de septiembre. El viaje influyó profundamente en el espíritu del joven, despertando su interés por las antigüedades y el arte clásico y permitiéndole iniciar una rica colección de objetos de arten y antiguos provenientes de Grecia, teniendo una gran colección. En el Palacio Real, arregló una oficina en estilo "pompeyano" y un "callidarium", teniendo también un invernadero para colecciones arqueológicas y botánicas.

## Fallecimiento
En el verano de 1864 los médicos no le permitieron emprender un nuevo viaje, sino que le recomendaron baños de mar, por lo que el joven Otón acudió a la elegante Villa Durazzo Bombrini, en la localidad costera de Cornigliano (hoy el distrito de los suburbios occidentales de Génova). De regreso al año siguiente, concibió la idea de elegirla como su hogar permanente, centro de sus colecciones y de sus estudios, y gracias a la intercesión de su padrino, el príncipe Eugenio de Savoya-Carignano, su padre lo compró, aunque el príncipe no lo disfruto mucho tiempo.
Otón visitó Turín por última vez en septiembre de 1865 para encontrarse con todos sus hermanos y hermanas. Poco después, el príncipe enfermo comenzó a sangrar abundantemente y desarrolló hidropesía. Finalmente en la noche del 21 al 22 de enero de 1866 sin perder el conocimiento, murió. Después de un servicio conmemorativo en la Catedral de San Lorenzo en Génova, el cuerpo del príncipe fueron transportado a Turín y enterrado en el Salón de los príncipes de la Basílica de Superga.

## Legado
En su testamento Otón dejó a la ciudad de Génova un importante patrimonio de vasijas griegas, bronces, cerámicas, vidrios y gemas romanas, que ahora se conservan en el Museo de Arqueología de Liguria. Otras piezas se conservan en la Galería de Arte Moderno que lleva su nombre.
La ciudad de Génova le había dado su nombre a un tramo de la prestigiosa carretera de circunvalación al mar recién construida (precisamente entre Plaza Cavour y Corso Aurelio Saffi), aunque en 1944 el gobierno de la República de Salò cambió el nombre de la calle, eligiendo Mauricio Quadrio en lugar de Otón, la nueva denominación se ha mantenido sin cambios hasta el día de hoy.
La ciudad de Turín ha dado su nombre a un importante recorrido que une Plaza Statuto y Plaza Baldissera, en el límite del distrito de San Donato.

## Títulos y tratamientos
Esta tabla aún no está actualizada. Puedes contribuir aportando información sobre títulos y tratamientos de esta persona.

## Ancestros
|  |                                                                     |  |  |  |  |  |  |  |  |  |  |  |  |  |  |  |
|  | 16. Víctor Amadeo II, V Príncipe de Carignano                       |  |  |  |  |  |  |  |  |  |  |  |  |  |  |  |
|  |                                                                     |  |  |  |  |  |  |  |  |  |  |  |  |  |  |  |
|  |                                                                     |  |  |  |  |  |  |  |  |  |  |  |  |  |  |  |
|  | 8. Carlos Manuel de Saboya, VI Príncipe de Carignano                |  |  |  |  |  |  |  |  |  |  |  |  |  |  |  |
|  |                                                                     |  |  |  |  |  |  |  |  |  |  |  |  |  |  |  |
|  |                                                                     |  |  |  |  |  |  |  |  |  |  |  |  |  |  |  |
|  | 17. Princesa Josefina Teresa de Lorena                              |  |  |  |  |  |  |  |  |  |  |  |  |  |  |  |
|  |                                                                     |  |  |  |  |  |  |  |  |  |  |  |  |  |  |  |
|  |                                                                     |  |  |  |  |  |  |  |  |  |  |  |  |  |  |  |
|  | 4. Rey Carlos Alberto de Cerdeña                                    |  |  |  |  |  |  |  |  |  |  |  |  |  |  |  |
|  |                                                                     |  |  |  |  |  |  |  |  |  |  |  |  |  |  |  |
|  |                                                                     |  |  |  |  |  |  |  |  |  |  |  |  |  |  |  |
|  | 18. Príncipe Carlos de Sajonia, Duque de Curlandia                  |  |  |  |  |  |  |  |  |  |  |  |  |  |  |  |
|  |                                                                     |  |  |  |  |  |  |  |  |  |  |  |  |  |  |  |
|  |                                                                     |  |  |  |  |  |  |  |  |  |  |  |  |  |  |  |
|  | 9. Princesa María Cristina de Sajonia                               |  |  |  |  |  |  |  |  |  |  |  |  |  |  |  |
|  |                                                                     |  |  |  |  |  |  |  |  |  |  |  |  |  |  |  |
|  |                                                                     |  |  |  |  |  |  |  |  |  |  |  |  |  |  |  |
|  | 19. Condesa Francisca Corvin-Krasińska                              |  |  |  |  |  |  |  |  |  |  |  |  |  |  |  |
|  |                                                                     |  |  |  |  |  |  |  |  |  |  |  |  |  |  |  |
|  |                                                                     |  |  |  |  |  |  |  |  |  |  |  |  |  |  |  |
|  | 2. Rey Víctor Manuel II de Italia                                   |  |  |  |  |  |  |  |  |  |  |  |  |  |  |  |
|  |                                                                     |  |  |  |  |  |  |  |  |  |  |  |  |  |  |  |
|  |                                                                     |  |  |  |  |  |  |  |  |  |  |  |  |  |  |  |
|  | 20. Emperador Leopoldo II del Sacro Imperio Romano Germánico (= 12) |  |  |  |  |  |  |  |  |  |  |  |  |  |  |  |
|  |                                                                     |  |  |  |  |  |  |  |  |  |  |  |  |  |  |  |
|  |                                                                     |  |  |  |  |  |  |  |  |  |  |  |  |  |  |  |
|  | 10. Gran Duque Fernando III de Toscana                              |  |  |  |  |  |  |  |  |  |  |  |  |  |  |  |
|  |                                                                     |  |  |  |  |  |  |  |  |  |  |  |  |  |  |  |
|  |                                                                     |  |  |  |  |  |  |  |  |  |  |  |  |  |  |  |
|  | 21. Infanta María Luisa de Borbón (= 13)                            |  |  |  |  |  |  |  |  |  |  |  |  |  |  |  |
|  |                                                                     |  |  |  |  |  |  |  |  |  |  |  |  |  |  |  |
|  |                                                                     |  |  |  |  |  |  |  |  |  |  |  |  |  |  |  |
|  | 5. Archiduquesa María Teresa de Austria                             |  |  |  |  |  |  |  |  |  |  |  |  |  |  |  |
|  |                                                                     |  |  |  |  |  |  |  |  |  |  |  |  |  |  |  |
|  |                                                                     |  |  |  |  |  |  |  |  |  |  |  |  |  |  |  |
|  | 22. Rey Fernando I de las Dos Sicilias                              |  |  |  |  |  |  |  |  |  |  |  |  |  |  |  |
|  |                                                                     |  |  |  |  |  |  |  |  |  |  |  |  |  |  |  |
|  |                                                                     |  |  |  |  |  |  |  |  |  |  |  |  |  |  |  |
|  | 11. Princesa Luisa de Borbón-Dos Sicilias                           |  |  |  |  |  |  |  |  |  |  |  |  |  |  |  |
|  |                                                                     |  |  |  |  |  |  |  |  |  |  |  |  |  |  |  |
|  |                                                                     |  |  |  |  |  |  |  |  |  |  |  |  |  |  |  |
|  | 23. Archiduquesa María Carolina de Austria                          |  |  |  |  |  |  |  |  |  |  |  |  |  |  |  |
|  |                                                                     |  |  |  |  |  |  |  |  |  |  |  |  |  |  |  |
|  |                                                                     |  |  |  |  |  |  |  |  |  |  |  |  |  |  |  |
|  | 1. Príncipe Otón de Saboya                                          |  |  |  |  |  |  |  |  |  |  |  |  |  |  |  |
|  |                                                                     |  |  |  |  |  |  |  |  |  |  |  |  |  |  |  |
|  |                                                                     |  |  |  |  |  |  |  |  |  |  |  |  |  |  |  |
|  | 24. Emperador Francisco I del Sacro Imperio Romano Germánico        |  |  |  |  |  |  |  |  |  |  |  |  |  |  |  |
|  |                                                                     |  |  |  |  |  |  |  |  |  |  |  |  |  |  |  |
|  |                                                                     |  |  |  |  |  |  |  |  |  |  |  |  |  |  |  |
|  | 12. Emperador Leopoldo II del Sacro Imperio Romano Germánico        |  |  |  |  |  |  |  |  |  |  |  |  |  |  |  |
|  |                                                                     |  |  |  |  |  |  |  |  |  |  |  |  |  |  |  |
|  |                                                                     |  |  |  |  |  |  |  |  |  |  |  |  |  |  |  |
|  | 25. Archiduquesa María Teresa de Austria                            |  |  |  |  |  |  |  |  |  |  |  |  |  |  |  |
|  |                                                                     |  |  |  |  |  |  |  |  |  |  |  |  |  |  |  |
|  |                                                                     |  |  |  |  |  |  |  |  |  |  |  |  |  |  |  |
|  | 6. Archiduque Raniero José de Austria                               |  |  |  |  |  |  |  |  |  |  |  |  |  |  |  |
|  |                                                                     |  |  |  |  |  |  |  |  |  |  |  |  |  |  |  |
|  |                                                                     |  |  |  |  |  |  |  |  |  |  |  |  |  |  |  |
|  | 26. Rey Carlos III de España                                        |  |  |  |  |  |  |  |  |  |  |  |  |  |  |  |
|  |                                                                     |  |  |  |  |  |  |  |  |  |  |  |  |  |  |  |
|  |                                                                     |  |  |  |  |  |  |  |  |  |  |  |  |  |  |  |
|  | 13. Infanta María Luisa de Borbón                                   |  |  |  |  |  |  |  |  |  |  |  |  |  |  |  |
|  |                                                                     |  |  |  |  |  |  |  |  |  |  |  |  |  |  |  |
|  |                                                                     |  |  |  |  |  |  |  |  |  |  |  |  |  |  |  |
|  | 27. Princesa María Amalia de Sajonia                                |  |  |  |  |  |  |  |  |  |  |  |  |  |  |  |
|  |                                                                     |  |  |  |  |  |  |  |  |  |  |  |  |  |  |  |
|  |                                                                     |  |  |  |  |  |  |  |  |  |  |  |  |  |  |  |
|  | 3. Archiduquesa María Adelaida de Habsburgo-Lorena                  |  |  |  |  |  |  |  |  |  |  |  |  |  |  |  |
|  |                                                                     |  |  |  |  |  |  |  |  |  |  |  |  |  |  |  |
|  |                                                                     |  |  |  |  |  |  |  |  |  |  |  |  |  |  |  |
|  | 28. Víctor Amadeo II, V Príncipe de Carignano (= 16)                |  |  |  |  |  |  |  |  |  |  |  |  |  |  |  |
|  |                                                                     |  |  |  |  |  |  |  |  |  |  |  |  |  |  |  |
|  |                                                                     |  |  |  |  |  |  |  |  |  |  |  |  |  |  |  |
|  | 14. Carlos Manuel de Saboya, VI Príncipe de Carignano (= 8)         |  |  |  |  |  |  |  |  |  |  |  |  |  |  |  |
|  |                                                                     |  |  |  |  |  |  |  |  |  |  |  |  |  |  |  |
|  |                                                                     |  |  |  |  |  |  |  |  |  |  |  |  |  |  |  |
|  | 29. Princesa Josefina Teresa de Lorena (= 17)                       |  |  |  |  |  |  |  |  |  |  |  |  |  |  |  |
|  |                                                                     |  |  |  |  |  |  |  |  |  |  |  |  |  |  |  |
|  |                                                                     |  |  |  |  |  |  |  |  |  |  |  |  |  |  |  |
|  | 7. Princesa María Isabel de Saboya-Carignano                        |  |  |  |  |  |  |  |  |  |  |  |  |  |  |  |
|  |                                                                     |  |  |  |  |  |  |  |  |  |  |  |  |  |  |  |
|  |                                                                     |  |  |  |  |  |  |  |  |  |  |  |  |  |  |  |
|  | 30. Príncipe Carlos de Sajonia, Duque de Curlandia (= 18)           |  |  |  |  |  |  |  |  |  |  |  |  |  |  |  |
|  |                                                                     |  |  |  |  |  |  |  |  |  |  |  |  |  |  |  |
|  |                                                                     |  |  |  |  |  |  |  |  |  |  |  |  |  |  |  |
|  | 15. Princesa María Cristina de Sajonia (= 9)                        |  |  |  |  |  |  |  |  |  |  |  |  |  |  |  |
|  |                                                                     |  |  |  |  |  |  |  |  |  |  |  |  |  |  |  |
|  |                                                                     |  |  |  |  |  |  |  |  |  |  |  |  |  |  |  |
|  | 31. Condesa Francisca Corvin-Krasińska (= 19)                       |  |  |  |  |  |  |  |  |  |  |  |  |  |  |  |
|  |                                                                     |  |  |  |  |  |  |  |  |  |  |  |  |  |  |  |
|  |                                                                     |  |  |  |  |  |  |  |  |  |  |  |  |  |  |  |